# Єкатериновка (Славгородський округ)
Єкатери́новка (рос. Екатериновка) — село у складі Славгородського округу Алтайського краю, Росія.

## Населення
Населення — 82 особи (2010; 105 у 2002).
Національний склад (станом на 2002 рік):
- росіяни — 54 %
- німці — 28 %